# Predeslau

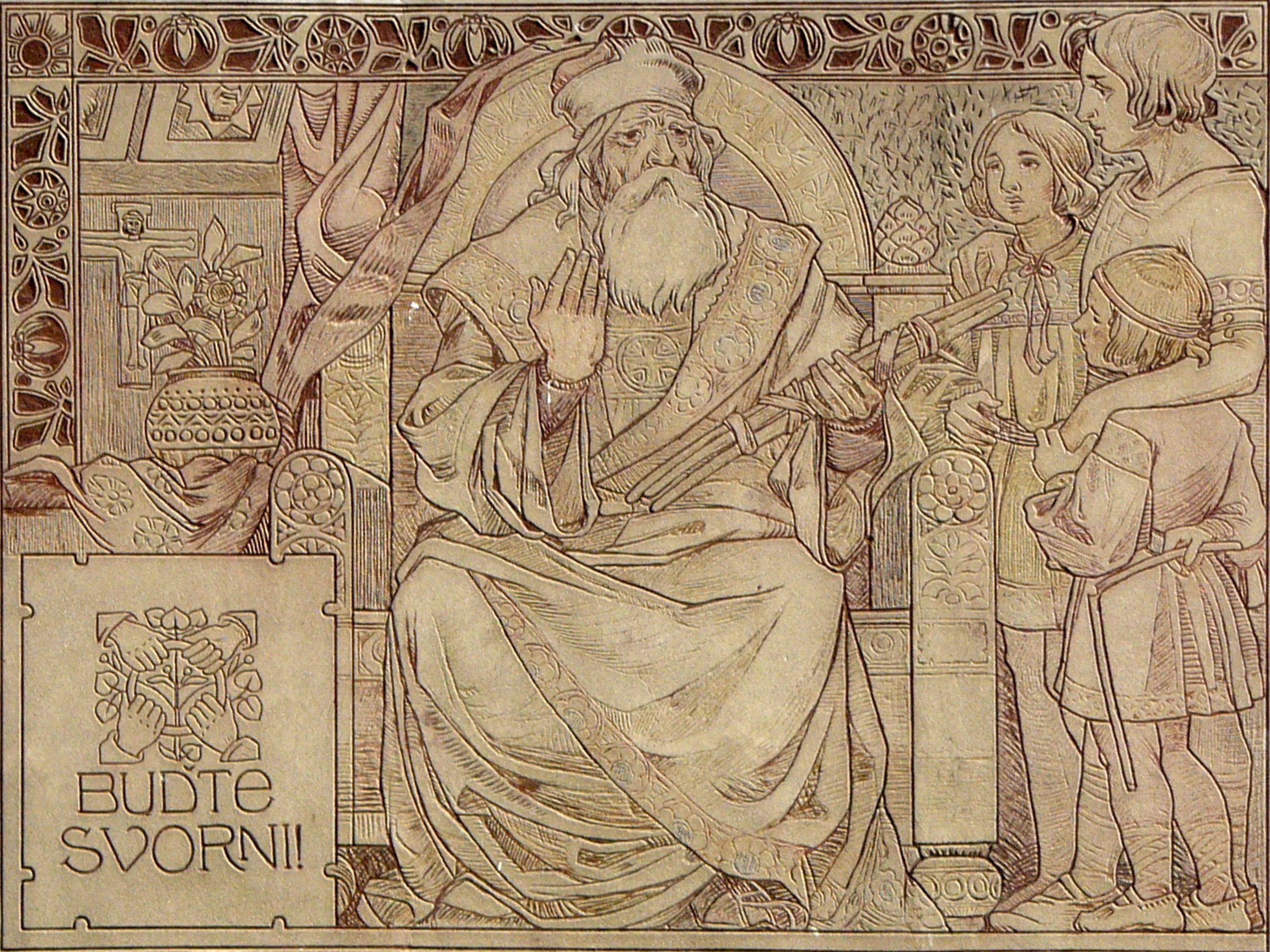
Esboço moderno, representando uma cena da lenda dos ramos de Esvatopluque, mostrando o rei e seus três filhos

Predeslau (em eslovaco: Predslav, nascido por volta de 850) é um filho quase desconhecido de Esvatopluque I, o mais importante governante da Grande Morávia (870-894). 
Geralmente, são considerados dois, os filhos de Esvatopluque: Moimir II e Esvatopluque II.  No entanto, a famosa lenda dos ramos de Esvatopluque, escrita pelo imperador bizantino Constantino VII Porfirogênito, por volta do século X, menciona três filhos. Supõe-se que o nome do terceiro filho possa ser Predeslau.  Este nome é mencionado na lista de peregrinos, rabiscados, no século IX, à margem de um livro dos Evangelhos, em Cividale del Friuli, juntamente com os nomes de Esvatopluque e sua esposa, Sventozizna.   